# Tayloria tasmanica
Tayloria tasmanica är en bladmossart som beskrevs av Brotherus 1903. Tayloria tasmanica ingår i släktet trumpetmossor, och familjen Splachnaceae. Inga underarter finns listade i Catalogue of Life.